# (17693) Wangdaheng
(17693) Wangdaheng est un astéroïde de la ceinture principale.

## Description
(17693) Wangdaheng est un astéroïde de la ceinture principale. Il fut découvert le 15 février 1997 à la station de Xinglong par le programme Beijing Schmidt CCD Asteroid Program. Il présente une orbite caractérisée par un demi-grand axe de 2,99 UA, une excentricité de 0,10 et une inclinaison de 10,1° par rapport à l'écliptique.

## Compléments